# 阿什米塔·查利哈
阿什米塔·查利哈（英語：Ashmita Chaliha，1999年10月18日—），印度女子羽毛球運動員。

## 簡歷
2018年11月，阿什米塔·查利哈出戰杜拜羽毛球國際挑戰賽，贏得女子單打比賽冠軍；同月，她又在印度羽毛球國際挑戰賽，贏得女子單打比賽冠軍。

## 主要比賽成績
| 年份   | 賽事                     | 公開賽級別 | 項目     | 成績   |
| ------ | ------------------------ | ---------- | -------- | ------ |
| 2018年 | 杜拜羽毛球國際挑戰賽     | 國際挑戰賽 | 女子單打 | 冠軍   |
| 2018年 | 印度羽毛球國際挑戰賽     | 國際挑戰賽 | 女子單打 | 冠軍   |
| 2019年 | 白夜羽毛球賽             | 國際挑戰賽 | 女子單打 | 準決賽 |
| 2019年 | 南亞運動會羽毛球比賽     | 其他       | 女子團體 | 金牌   |
| 2019年 | 南亞運動會羽毛球比賽     | 其他       | 女子單打 | 金牌   |
| 2022年 | 奧里薩羽毛球公開賽       | 超級100賽  | 女子單打 | 準決賽 |
| 2022年 | 孟加拉羽毛球國際挑戰賽   | 國際挑戰賽 | 女子單打 | 亞軍   |
| 2023年 | 馬爾代夫羽毛球國際挑戰賽 | 國際挑戰賽 | 女子單打 | 冠軍   |
| 2024年 | 泰國羽毛球大師賽         | 超級300賽  | 女子單打 | 準決賽 |
| 2024年 | 亞洲羽毛球團體錦標賽     | 其他       | 女子團體 | 冠軍   |
| 2025年 | 聖但尼羽毛球公開賽       | 國際挑戰賽 | 女子單打 | 準決賽 |

| 2018-2026年 | 總決賽 | 超級1000賽 | 超級750賽 | 超級500賽 | 超級300賽 | 超級100賽 | 國際挑戰賽 | 國際系列賽 | 未來系列賽 | 其他 |